# Себеннит
Себенни́т (егип. ṯb-nṯr «Город божественного телёнка»; копт. ϫⲉⲙⲛⲟⲩϯ Жемнути; др.-греч. Σεβέννυτος / ἡ Σεβεννυτικὴ πόλις) — город в Нижнем Египте, располагающийся в восточной части Дельте Нила на ныне заиленном Себеннитском рукаве Нила, один из городов мухафазы Гарбия с населением 410 388 человек (по состоянию на 2019 год) состоящего из арабов и коптов. Ранее это он был центром XII септа Нижнего Египта. Был столицей при XXX династии (380—343 годы до н. э.), это один из древнейших городов Египта. Современное название — Саманнуд (араб. سمنود‎).

## История
Себеннит существует с древних времён. Город был центром двенадцатого септа Нижнего Египта, а во время Тридцатой династии даже столицей государства (380–343 до н.э.). Приобрёл значение в эпоху Позднего царства.
Себеннит, пожалуй, наиболее известен как родной город Манефона, историка и летописца эпохи Птолемеев, около III века до нашей эры. Согласно его записям из этого города происходили цари XXX династии. Себеннит также был родным городом Нектанеба II; он был последним в истории этническим египтянином правивший Древним Египтом.
Когда-то в городе существовал храм, посвящённый местному божеству Онуриса, или Онуриса-Шу, и его супруге-богине-львице Мехит, но сейчас он превратился в руины. Фрагмент храма, где цари обычно совершали подношения Онурису и его жене, выставлен в художественном музее Уолтерса. Среди руин этого сооружения сохранились гранитные блоки с именами Нектанеба II, Александра IV, Филиппа Арридея и Птолемея II Филадельфа.
В Себенните и его окрестностях найдено несколько более ранних памятников, в том числе староегипетская ложная дверь некоего Сесни, алтарь Аменемхета I, статуя, датированная временем правления Псамметиха III, фрагмент храма Неферита (видимо I) и скульптура времени правления Нектанеба I. Никаких блоков или других архитектурных элементов сооружений, датируемых периодом ранее XXX династии, не обнаружено.
Согласно коптской традиции, Себеннит был частью маршрута Святого Семейства во время их бегства в Египет, описанного в Евангелии от Матфея (Мф. 2:13–Мф. 2:14).
Во время мусульманского завоевания Египта в 639 году Себеннит оказал яростное сопротивление арабским захватчикам и некоторое время после этого оставался мятежным; в первой половине VIII века город восставал четыре раза. После завоевания город был ими переименован в Саманнуд. Три коптских патриарха были родом из Себеннита: Иоанн III, Косма II и Иоанн V. Коптский филолог XII века Юханна аль-Саманнуди также был родом из Саманнуда и служил там в качестве епископа. Эта епископская кафедра оставалась активной вплоть до конца XIII века, что свидетельствует о наличии там большого числа христиан на тот момент.
В 1843 году Джон Гарднер Уилкинсон писал, что город был достаточно крупным, он имел обычные базары характерные для всех больших городов Египта, он также был знаменит своей керамикой, которую отправляли в Каир.
Согласно переписи населения Египта 1885 года, Себеннит был центром своего собственного округа в мухафазе Гарбия; в то время население города составляло 11 550 человек (5 686 мужчин и 5 864 женщины).

## Галерея
- Археологические находки из Себенните
- Минарет Сиди Салама
- Церковь Пресвятой Богородицы и Апануба
- Минарет Митвалли
- Дворец Гонейм
- Ибрагим Сираг эль-Дин Хаммам
- Губба Дарихия